# Вајтхол (Мичиген)
Вајтхол (енгл. Whitehall) град је у америчкој савезној држави Мичиген. По попису становништва из 2010. у њему је живело 2.706 становника.

## Демографија
Према попису становништва из 2010. у граду је живело 2.706 становника, што је 178 (6,2%) становника мање него 2000. године.
| Група             | 2000.         | 2010.         |
| Белци             | 2.753 (95,5%) | 2.519 (93,1%) |
| Афроамериканци    | 22 (0,8%)     | 37 (1,4%)     |
| Азијати           | 9 (0,3%)      | 14 (0,5%)     |
| Хиспаноамериканци | 60 (2,1%)     | 74 (2,7%)     |
| Укупно            | 2.884         | 2.706         |